# Oncideres ulcerosa
Oncideres ulcerosa är en skalbaggsart som först beskrevs av Ernst Friedrich Germar 1824.  Oncideres ulcerosa ingår i släktet Oncideres och familjen långhorningar.
Artens utbredningsområde är Paraguay. Inga underarter finns listade i Catalogue of Life.